# Stadtautobahn Tokio C1
Die Stadtautobahn Tokio C1 (jap. 首都高速都心環状線, shuto kōsoku toshinkanjō-sen, „Innenstadtringlinie der Hauptstadt-Autobahn[en]“, engl. Shuto Expressway Inner Circular Route) ist eine knapp 15 km lange Autobahnstrecke der Stadtautobahn Tokio im Zentrum der japanischen Hauptstadt Tokio. Sie führt als geschlossener Ring durch die Bezirke Chūō, Minato und Chiyoda, angeschlossen sind außen mit den Linien 1 bis 6 der Stadtautobahn Tokio die wichtigsten Strecken in die äußeren Bezirke und zu den nationalen Autobahnen und innen die Yaesu-Linie (Y) sowie die ältere, private Autobahn Tokio. Auf Straßenschildern wird der Name der Autobahn lateinisch-arabisch mit C1 (C wie circular) und japanisch mit 環 („Ring“) oder 都環 („Hauptstadtring“) abgekürzt und teilweise zusammen mit einem Kreispfeil ausgezeichnet, der die Fahrtrichtung anzeigt.
1962 wurde das erste, 4,5 km lange Teilstück zwischen den Anschlussstellen Kyōbashi und Shibaura dem Verkehr übergeben. Dies war zugleich die erste Strecke der Stadtautobahn, die als öffentliches Unternehmen (kōdan) 1959 gegründet worden war. Bis zur Eröffnung der Olympischen Sommerspiele 1964 wurden schrittweise die meisten Streckenabschnitte eröffnet; nur das südwestliche, knapp vier Kilometer lange Teilstück zwischen Kasumigaseki und Shiba-Kōen wurde erst im Juli 1967 befahrbar.
Im Westen, wo der Ring nahe am inneren Graben des heutigen Kaiserpalasts entlangführt, verläuft er durch den 1900 Meter langen Chiyoda-Tunnel unter dem Obersten Gerichtshof und dem Nationaltheater. An mehreren Stellen befinden sich kleinere Tunnel, im Nordosten liegt der Autobahnring als Hochstraße über dem Nihonbashigawa und damit auch über der Nihonbashi, einem traditionellen Wahrzeichen Tokios. Dort beginnt auf dem Innenstadtring auch die transkontinentale AH1, die ihn im Westen über die Shibuya-Linie (3) wieder verlässt.
Im Kitanomaru-Park in Chiyoda nutzten 2005 täglich über 120.000 Fahrzeuge die Autobahn, in Hatchōbori in Chūō waren es rund 93.000.

## Galerie

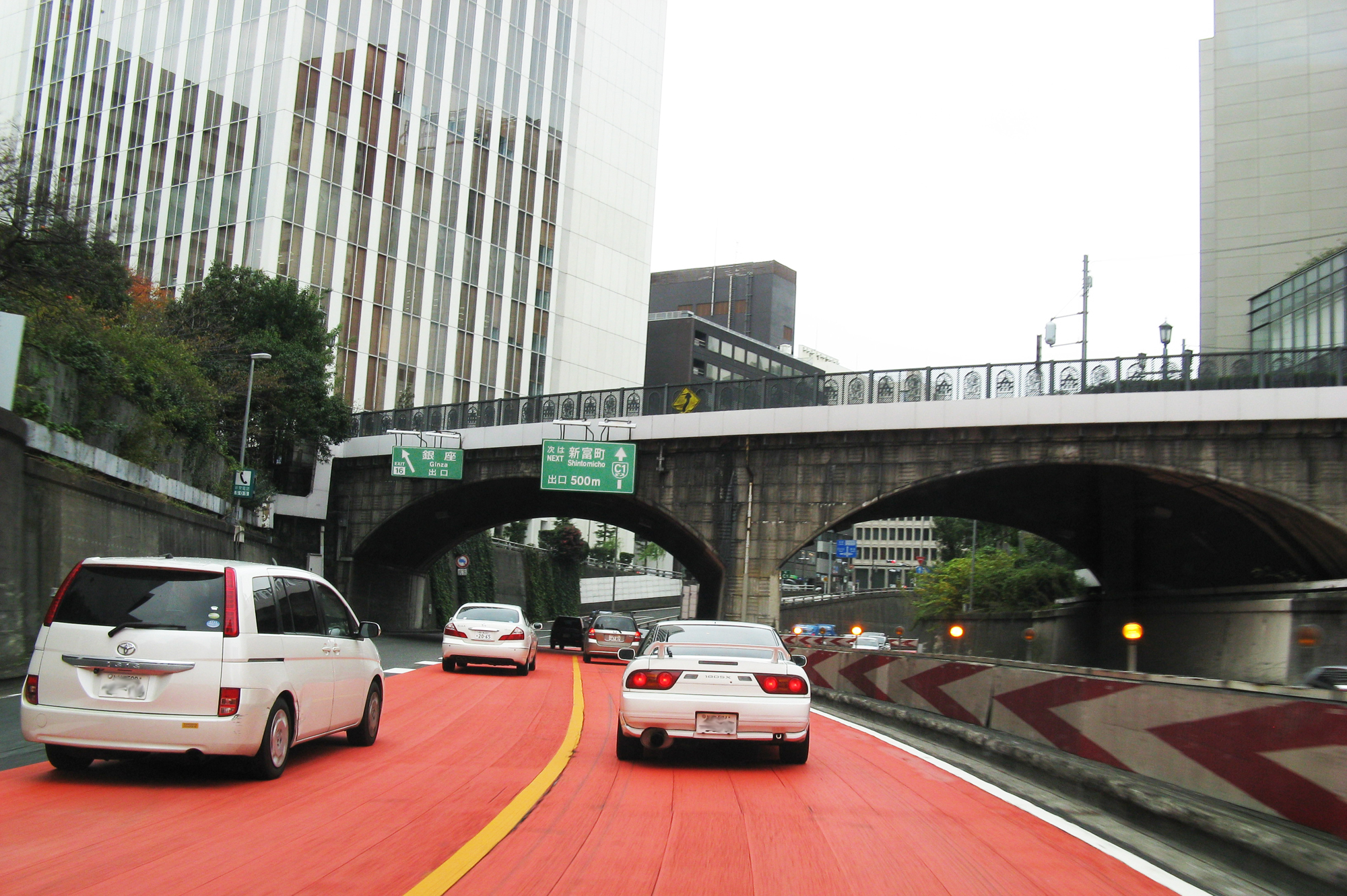
An der Anschlussstelle Ginza quert die Unemebashi, ursprünglich eine Brücke über den 1964 zugeschütteten Tsukiji